# Vindula ricussa
Vindula ricussa är en fjärilsart som beskrevs av Hans Fruhstorfer 1912. Vindula ricussa ingår i släktet Vindula och familjen praktfjärilar. Inga underarter finns listade i Catalogue of Life.